# Украјинска избегличка криза
Текућа избегличка криза почела је у Европи крајем фебруара 2022. године након инвазије Русије на Украјину. Више од 6,4 милиона избеглица је од тада напустило Украјину, док је око 7,7 милиона људи расељено унутар земље до 21. априла. Отприлике једна четвртина укупног становништва земље напустила је своје домове у Украјини до 20. марта. 90% украјинских избеглица су жене и деца. До 24. марта више од половине све деце у Украјини напустило је своје домове, од којих је четвртина напустила земљу. Инвазија је изазвала највећу европску избегличку кризу од Другог светског рата и његових последица, прва је те врсте у Европи од ратова у бившој Југославији 1990-их, и једна је од највећих избегличких криза у 21. веку, са највећом стопом избеглица у свету.